# 더블헤더

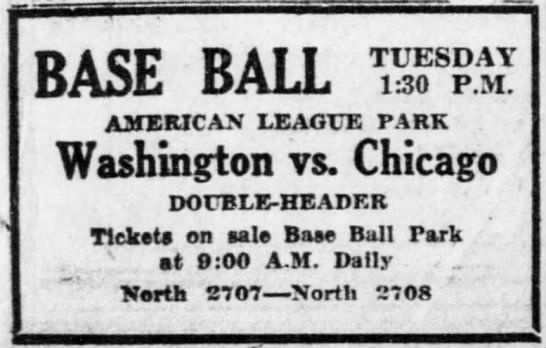
1925년 7월 28일 열린 야구 더블헤더 광고. 시카고 화이트삭스는 두 경기 모두에서 워싱턴 세너터스를 물리쳤다.

야구에서 더블헤더(doubleheader)는 같은 날 같은 두 팀 간에 치러지는 두 경기의 집합이다. 역사적으로 더블헤더는 같은 관중 앞에서 연이어 진행되었다. 현대에는 이 용어가 같은 날 다른 관중 앞에서 연이어 진행되지 않는 두 팀 간의 두 경기를 지칭하는 데에도 사용된다. 예를 들어 야구 경기에서 모든 경기가 우천 등으로 순연되었을 경우, 그 다음 날 하루에 두 경기를 몰아서 하는 경우 더블헤더가 활용된다.
한 시즌에 메이저 리그 팀이 치른 최다 더블헤더 기록은 1943년 시카고 화이트삭스의 44경기이다. 1928년 9월 4일부터 9월 15일까지 보스턴 브레이브스는 9연속 더블헤더, 즉 12일 동안 18경기를 치렀다.
현행 KBO와 NPB의 규정상 선수의 안전을 위해 더블헤더를 제한하는 경우가 있으며, 포스트 시즌에는 더블헤더 제도가 적용되어 있지 않다. 또한 메이저 리그에서는 관행에 따라 가끔마다 더블헤더가 적용될 수도 있다. 그 외에도 우천으로 인해 페넌트레이스를 소화하기가 어렵게 되는 날이 다가오게 되는 9월 이후에는 월요일에 거행되는 야구 경기가 더블헤더의 대리 역할을 수행하는 것과 동일하게 치러지는 원칙을 둔다. 다만 타이완 프로야구도 역시 KBO, NPB, MLB 등과 비슷하게 더블헤더를 가끔마다 치르는 경우도 역시 간혹 있다. 

## 역사
수십 년 동안 메이저 리그 더블헤더는 매 시즌 여러 차례 정기적으로 예정되었다. 그러나 현재 치러지는 메이저 리그 더블헤더는 일반적으로 악천후 또는 다른 요인으로 인해 동일한 두 팀 간의 이전 경기가 연기된 결과이다. 대부분의 경우 경기는 두 팀이 다시 맞붙는 날로 재조정된다. 종종 같은 시리즈 내에서 이루어지지만, 경우에 따라 원래 날짜로부터 몇 주 또는 몇 달 후에 이루어질 수도 있다. 드물게는 특정 도시에서 두 팀 간의 마지막 경기가 비로 인해 취소되는 경우, 다른 팀의 홈 구장에서 누락된 경기를 대체하기 위해 더블헤더가 예정될 수도 있다.
현재, 하루에 두 경기를 치르는 메이저 리그 팀은 일반적으로 "주-야간 더블헤더"를 치르는데, 이 경우 경기장의 관중석은 비워지고 두 번째 경기를 위해서는 별도의 입장권이 필요하다. 그러나 이러한 경기는 공식적으로는 더블헤더로 간주되지 않고 같은 날짜의 별도 경기로 간주된다. 진정한 더블헤더는 덜 일반적으로 치러진다. 클래식 더블헤더는 주간 더블헤더로도 알려져 있으며, 과거에는 더 흔했지만, 메이저 리그에서는 드물더라도 마이너 리그 및 대학 수준에서는 여전히 치러진다.
1959년에는 적어도 한 리그가 경기 중 4분의 1을 클래식 더블헤더로 치렀다. 이 비율은 1979년에 10%로 감소했다. 결국, 두 번의 공식적으로 예정된 더블헤더 사이에 8년이 흘렀다. 감소의 원인으로는 구단의 수익 극대화 욕구, 경기 시간 증가, 4일 로테이션 대신 5일 투수 로테이션, 구원 투수 및 포수의 시간 관리, 선수들 간의 합의 부족 등이 있다.

## 더블헤더의 종류
메이저 리그 베이스볼(MLB)에서 사용하는 공식 야구 규칙은 4.08항에서 더블헤더에 대해 다룬다.:16–17 이 문서는 "전통적인" 더블헤더와 "분할" 더블헤더를 언급한다.:16

### 전통적인 더블헤더
전통적인 더블헤더에서는 관중이 하나의 티켓으로 두 경기 모두를 관람할 수 있다. 첫 번째 경기가 끝나면, 공식 야구 규칙에 따라 일반적으로 30분에서 45분간의 휴식 시간이 주어지고 두 번째 경기가 시작된다.:16–17 통계 목적으로는 두 번째 경기에 대해서만 관중 수가 집계되며, 첫 번째 경기의 관중 수는 0으로 기록된다.

#### 주간 더블헤더
"고전적인" 주간 더블헤더는 첫 번째 경기가 이른 오후에 진행되고, 휴식 후 두 번째 경기가 늦은 오후에 진행된다. 이는 많은 야구 경기장에 조명이 없던 시절에 필요에 따라 자주 이루어졌다. 종종, 어느 경기든 연장전으로 가면 두 번째 경기는 어두워지면서 중단되었다.
이러한 유형의 더블헤더는 현재 마이너 리그 베이스볼에서 더 두드러진다. 메이저 리그에서는 경기장 조명을 사용하여 야간 경기가 가능하므로 우천 취소 경기에도 불구하고 이제는 드물다. 여전히 가끔 예정되는데, 한 예로 2017년 6월 10일 오후 1시 5분부터 트롭피카나 필드에서 탬파베이 레이스가 오클랜드 애슬레틱스를 상대로 단일 입장료 더블헤더를 개최했다.

#### 황혼-야간 더블헤더
황혼-야간 더블헤더(twi-night는 "황혼-야간"의 줄임말)는 첫 번째 경기가 늦은 오후에 진행되고, 휴식 후 두 번째 경기가 밤에 시작된다. 메이저 리그 베이스볼(MLB)과 메이저 리그 베이스볼 선수 협회(MLBPA) 간의 단체교섭협약(CBA)에 따라, 첫 번째 경기 시작 시간이 현지 시간 오후 5시를 넘지 않는 한 허용된다(일반적으로 오후 4시에 시작되지만). 이러한 유형의 더블헤더는 마이너 리그에서 여전히 사용되거나, 가끔 MLB에서 우천 취소 경기로 인해 사용된다.

### 분할 더블헤더
분할 또는 "주-야간" 더블헤더는 첫 번째 경기가 이른 오후에 진행되고 두 번째 경기는 밤에 진행된다. 이 시나리오에서는 각 개별 경기에 입장하기 위한 별도의 티켓이 판매된다. 이러한 더블헤더는 메이저 리그 구단이 각 경기에 대해 개별적으로 입장료를 받을 수 있기 때문에 선호되며, 대부분 우천 취소로 인해 발생하며, 이미 각 개별 경기에 대한 티켓이 판매된 경우에 해당한다.
MLBPA의 승인이 있는 특별한 상황(예: 우천 취소로 인한 보상 경기)을 제외하고, 2002년 CBA 규정에 따라 분할 더블헤더는 금지된다. 예외가 발생하기도 했다. 예를 들어, 2012년 8월 22일, 애리조나 다이아몬드백스는 마이애미 말린스를 상대로 주-야간 더블헤더를 개최했는데, 이는 체이스 필드에서 처음으로 치러진 더블헤더로, 팀이 20일 이상 연속으로 경기를 치르는 것을 금지하는 CBA의 다른 조항을 위반한 스케줄링 오류로 인해 주선되었다.
2012년 시즌 시즌 이후로, CBA는 팀들이 분할 더블헤더의 경우 활동 로스터를 한 명의 선수(현재 26명에서 27명) 늘릴 수 있도록 허용했는데, 이는 해당 더블헤더가 최소 48시간 전에 예정되었을 경우에 한한다.

## 트리플헤더

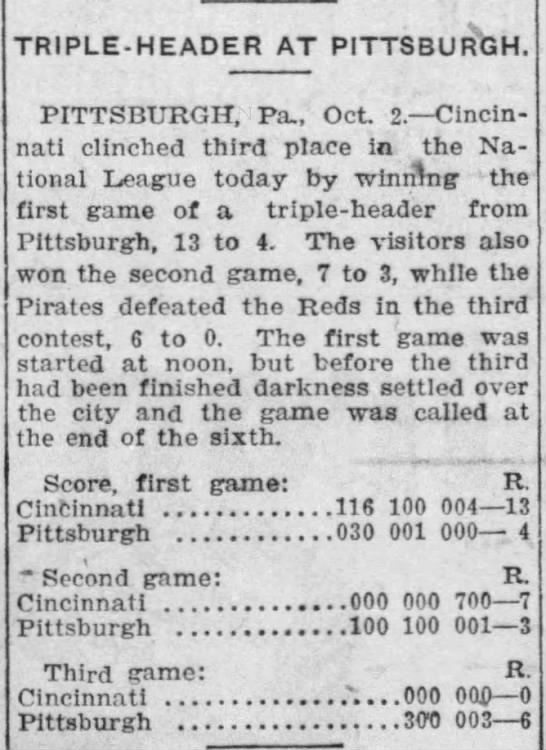
1920년 10월 2일 치러진 트리플헤더에 대한 오스틴 아메리칸-스테이츠먼의 신문 기사

MLB에서는 트리플헤더가 세 번 기록되었는데, 이는 같은 날 같은 두 팀 간에 세 경기가 치러졌음을 의미한다. 이들은 1890년 9월 1일 브루클린 브라이드그룸스와 피츠버그 이노센츠 간에 발생했으며(브루클린이 세 경기 모두 승리), 1896년 9월 7일 볼티모어 오리올스와 루이빌 커늘스 간에 발생했으며(볼티모어가 세 경기 모두 승리), 그리고 1920년 10월 2일 피츠버그 파이리츠와 신시내티 레즈 간에 발생했다(신시내티가 세 경기 중 처음 두 경기를 승리했고, 세 번째 경기는 어둠으로 인해 6이닝으로 단축되어 패배했다).
트리플헤더는 현재 CBA에 따라 금지되어 있지만, 첫 경기가 이전 날짜의 일시정지된 경기의 마무리일 경우를 제외한다. 이 경우는 두 팀 간에 남아있는 유일한 날짜가 예정된 더블헤더이고, 일시정지된 경기가 먼저 진행될 단일 경기가 남아있지 않을 때만 발생할 수 있다.
이러한 시나리오는 1913년 8월 30일 필라델피아에서 필라델피아 필리스와 뉴욕 자이언츠 간에 치러진 경기가 내셔널 리그 이사회에 의해 재개 명령을 받으면서(따라서 일시정지경기가 됨) 발생했다. 필리스와 자이언츠 사이에 남아있는 경기는 시즌 말 뉴욕에서 3일 연속 더블헤더로 치러질 6경기 세트뿐이었다. 따라서, 일시정지된 경기는 1913년 10월 2일에 예정된 세 번의 더블헤더 중 첫 번째 경기가 시작되기 전에 재개되었다. 일시정지된 경기를 재개했을 때, 필리스는 "홈" 팀으로 마지막 두 아웃을 기록했다. 예정된 더블헤더에서 자이언츠가 첫 경기를 이겼고, 필리스는 두 번째 경기를 이겼는데, 이 경기는 어둠으로 인해 6이닝으로 단축되었다. 현재까지 이것은 예정된 더블헤더 전에 일시정지된 경기가 완료된 유일한 시나리오이다.
이러한 시나리오는 2019 시즌이 끝날 무렵 디트로이트 타이거스와 시카고 화이트삭스 간의 금요일 더블헤더가 첫 경기가 시작되었으나 타이거스가 4회말 4-2로 앞선 상황에서 취소되어 우천으로 중단되었을 때 거의 일어날 뻔했다. 그 결과, 한 경기는 토요일 더블헤더의 일부로 치러졌고 다른 한 경기는 완전히 취소되었다. 이는 포스트시즌에 영향을 미치지 않았기 때문이다. 만약 2020년에 MLB에 추가된 광범위한 일시정지 경기 사용이 2019년에 있었다면, 또는 5이닝 이상을 완료한 후 경기가 동점이었다면, 토요일에 일시정지된 경기의 마무리로 시작하여 세 경기의 일부가 치러질 수도 있었을 것이다.

## 7이닝 더블헤더
일부 규칙에 따르면 더블헤더의 일부로 진행되는 경기는 보통 9이닝 대신 각각 7이닝 동안 진행된다.

### 대학 및 마이너 리그 야구에서
대학 및 마이너 리그 야구는 일반적으로 7이닝 더블헤더를 사용한다. 이는 포스트시즌에도 적용된다. 2024년, 캐롤라이나 리그 챔피언십은 더블헤더로 결정되었다. 전날 밤 비로 인해 경기가 취소된 후, 캐너폴리스와 프레더릭스버그 간의 3전 2선승제 시리즈의 마지막 두 경기가 더블헤더로 치러졌다(필요한 경우). 캐너폴리스가 첫 번째 경기(7이닝 동안 진행)에서 승리하여 두 번째 경기가 치러지게 되었다. 또 다른 7이닝 경기에서 프레더릭스버그가 승리하여 리그 챔피언십을 차지했다.
마이너 리그에서 첫 경기가 이전 날의 일시정지 경기의 완료인 경우, 일시정지 경기는 완료될 때까지(시작 당시 7이닝 또는 9이닝) 진행되며, 더블헤더의 두 번째 경기는 7이닝이다.
연장전이 시작될 때 2루에 주자를 배치하는 리그에서는 이 규칙이 8회부터 적용된다.

### 메이저 리그 베이스볼, 2020년–2021년
코로나19 범유행으로 인해 2020년 시즌 MLB의 시작이 3월에서 7월로 연기된 후, 리그는 7월 31일 단축 시즌 동안 모든 더블헤더 경기가 각각 7이닝으로 예정될 것이라고 발표했다. 이는 팀 투수진의 부담을 줄이기 위함이었다. 리그와 MLBPA는 이 규칙을 2020 시즌에만 적용하기로 합의했으며, 나중에 2021년 시즌에도 연장되었다. 2022년 시즌에는 9이닝 더블헤더로 복귀했다.
첫 메이저 리그 7이닝 더블헤더는 2020년 8월 2일 코메리카 파크에서 신시내티 레즈와 디트로이트 타이거스 간에 치러졌으며, 레즈가 두 경기 모두 승리했다.

#### 통계적 영향
7이닝 경기에서 일부 메이저 리그 기록은 그대로 인정되었지만, 다른 기록은 인정되지 않았다. 예를 들어, 완봉은 7이닝 경기에서 발생했을 때 인정되었다. 신시내티 레즈 투수 트레버 바우어는 이 규칙 하에 첫 7이닝 완봉을 기록했다.
노히터는 경기가 최소 9이닝 동안 진행되었을 경우에만 인정되었다(즉, 동점 때문에 연장전이 진행된 경우). 1991년 메이저 리그 노히터를 인정하는 지침에 따르면, 노히터는 팀 투수(또는 투수들)가 최소 9이닝 동안 (즉, 안타 없이 최소 27개의 아웃을 기록하면서) 안타를 허용하지 않았을 때만 공식적으로 인정된다. 2021년 4월 25일, 애리조나 다이아몬드백스의 매디슨 범가너는 더블헤더의 두 번째 경기에서 애틀랜타 브레이브스를 상대로 7이닝 완봉 노히트 경기를 펼쳤으나, 노히터로 인정받지 못했다. 탬파베이 레이스의 투수 다섯 명이 2021년 7월 7일 더블헤더의 두 번째 경기에서 클리블랜드 인디언스를 7이닝 노히트로 막았으나, 노히터로 인정받지 못했다.

## 주목할 만한 더블헤더

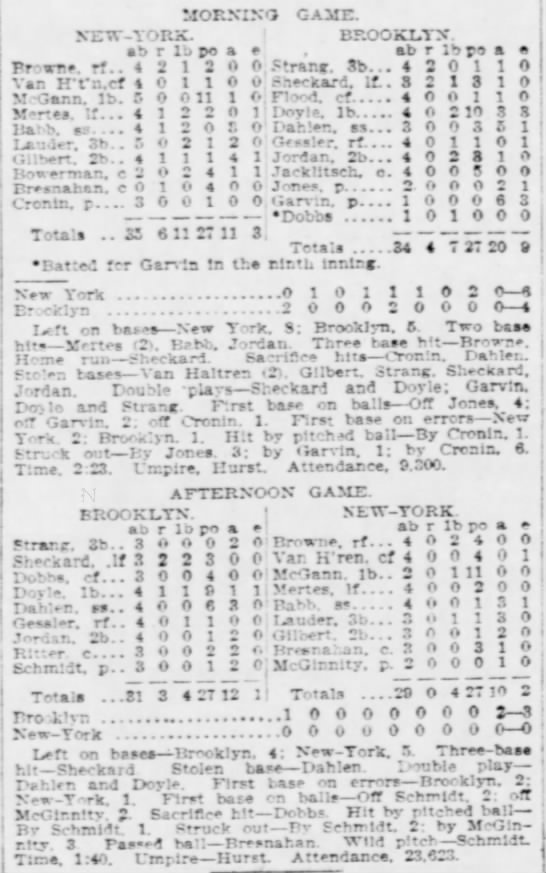
1903년 9월 7일 브루클린 대 뉴욕 간 홈 앤드 홈 더블헤더 경기 박스 스코어, 뉴욕 트리뷴에 게재됨

홈 앤드 홈 더블헤더는 각 팀이 한 경기씩 홈 경기를 치르는 것으로, 팀의 홈구장이 지리적으로 매우 가까이 있어야 하므로 극히 드물다. 20세기 동안 그리고 1997년 인터리그 플레이의 도입 이전에는 메이저 리그 베이스볼에서 단 한 번만 기록되었다: 뉴욕 자이언츠와 브루클린 슈퍼바스가 관련된 노동절 특별 행사.
- 1903년 9월 7일
  - 경기 1: 워싱턴 파크 (II): 자이언츠 6, 슈퍼바스 4
  - 경기 2: 폴로 그라운즈 (III): 슈퍼바스 3, 자이언츠 0

이것은 메이저 리그 정규 시즌 일정의 일부였던 유일한 홈 앤드 홈 더블헤더로 알려져 있다.
인터리그 플레이가 시작된 이래로 뉴욕 메츠와 뉴욕 양키스는 세 차례 홈 앤드 홈 더블헤더를 치렀다. 매번 시즌 첫 시리즈 동안의 우천 취소 때문이었다. 시즌 두 번째 시리즈 동안에는 상대 팀의 홈 구장에서 주-야간 더블헤더의 일부로 보상 경기가 예정되었다.
- 2000년 7월 8일[29]
  - 경기 1: 셰이 스타디움: 양키스 4, 메츠 2
  - 경기 2: 양키 스타디움 (I): 양키스 4, 메츠 2 (6월 11일 보상 경기)
- 2003년 6월 28일
  - 경기 1: 양키 스타디움 (I): 양키스 7, 메츠 1
  - 경기 2: 셰이 스타디움: 양키스 9, 메츠 8 (6월 21일 보상 경기)
- 2008년 6월 27일
  - 경기 1: 양키 스타디움 (I): 메츠 15, 양키스 6 (5월 16일 보상 경기)
  - 경기 2: 셰이 스타디움: 양키스 9, 메츠 0
- 2011년 4월 16일
  - 대구야구장에서 두산 베어스와 삼성 라이온즈 경기 중 정수빈이 번트를 치고 나가는 도중에 갑자기 정전 사태가 일어났다. 이 바람에 결국 어쩔 수 없이 4월 17일로 경기를 미루어야 했다.

때때로 팀들은 더블헤더에서 다른 상대를 만날 수 있다. 즉, 한 팀이 같은 날 다른 두 팀을 홈으로 맞이하는 것이다. 1951년 9월 13일, 세인트루이스 카디널스는 두 개의 다른 팀을 상대로 더블헤더를 개최했다. 첫 번째 경기는 뉴욕 자이언츠와의 6-4 승리였다. 두 번째 경기는 보스턴 브레이브스에게 2-0으로 패배했다. 2000년 9월 25일, 클리블랜드 인디언스 역시 두 개의 다른 팀을 상대로 더블헤더를 개최했다. 9월 10일 클리블랜드에서 시카고 화이트삭스와의 경기는 우천으로 취소되었다. 남은 시즌 동안 공통된 휴무일이 없고 두 팀 모두 포스트시즌 진출 경쟁 중이었으므로, 인디언스가 미네소타 트윈스와의 야간 경기를 홈에서 치르는 같은 날 클리블랜드에서 주간 경기를 치르기로 합의했다. 인디언스는 첫 경기에서 화이트삭스를 9-2로 물리쳤고, 두 번째 경기에서는 트윈스가 인디언스를 4-3으로 물리쳤다.
때때로 팀들은 더블헤더의 두 경기를 같은 구장에서 치를 수 있지만, 각 경기마다 한 팀이 홈으로 지정된다. 이는 주로 이전 연기된 경기들의 결과이다. 예를 들어, 2007년 북부 오하이오의 눈 폭풍으로 인해 클리블랜드 인디언스는 4월 5일부터 8일까지 시애틀 매리너스와의 4경기 시리즈 전체를 연기했다. 이 중 3경기는 시즌 내내 클리블랜드에서 보상되었고, 네 번째 경기는 9월 26일 시애틀에서 열린 더블헤더의 일부로 보상되었는데, 인디언스가 첫 경기의 지정 홈 팀이었다. 인디언스는 홈 팀으로 첫 경기를 12-4로 승리했지만, 원정 팀으로 두 번째 경기를 3-2로 패배했다. 이러한 상황은 두 팀이 같은 구장에서 경기를 보상할 상호 휴무일이 없지만, 방문 팀의 구장에서 시리즈가 있어 보상이 가능한 경우에 흔하다. 이는 또한 동부/중부 팀과 서부 팀 간의 경기일 경우, 팀이 경기를 보상하기 위해 전국을 횡단하는 것을 방지하기 위해 발생할 수도 있다. MLB 규칙에 따라 두 경기 모두 경기가 치러지는 경기장의 홈 팀 경기로 간주된다. 2020년에는 코로나19로 인해 여러 경기가 연기되면서 이러한 방식으로 여러 경기가 보상되었다.

## 대중문화에서
미국 야구 명예의 전당 헌액자 어니 뱅크스는 시카고 컵스에서 MLB 경력 전체를 보냈는데, 야구에 대한 사랑 때문에 매일 더블헤더를 하고 싶다는 소망을 표현한 그의 캐치프레이즈 "야구하기 좋은 날이군요... 두 경기 합시다!"로 유명했다.

## 내용주
1. ↑  이 경기는 원래 자이언츠의 몰수패로 판정되었으나, 필리스가 항의했고, 리그 회장의 결정(필리스에게 승리를 부여하는 것)은 자이언츠가 항의했다. 더 자세한 정보는 1913년 8월 30일 항목 프로테스트 경기#MLB에서 승인된 프로테스트를 참조하라.